# Mallosia mirabils
Mallosia mirabils är en skalbaggsart som först beskrevs av Franz Faldermann 1837.  Mallosia mirabils ingår i släktet Mallosia och familjen långhorningar.
Artens utbredningsområde är Iran. Inga underarter finns listade i Catalogue of Life.